# Sóvári Kálmán (labdarúgó)
Sóvári Kálmán, Schäffer (Budapest, 1940. december 21. – 2020. december 16.) válogatott magyar labdarúgó, hátvéd. Apja id. Sóvári Kálmán birkózó, edző.

## Pályafutása

### Klubcsapatban
1954-ben került Újpestre, ahol 1958-ban mutatkozott be az élvonalban. 1959-60-as idényben tagja volt a bajnokcsapatnak. Ezenkívül 4 bajnoki második, 2 harmadik helyezést ért el az Újpesti Dózsával. 1961-62-es KEK idényben az elődöntőig jutó csapat tagja volt. 1969-ben a VM Egyetértéshez igazolt, ahol 1973-ban fejezte be az aktív labdarúgást.

### A válogatottban
1960 és 1966 között 17 alkalommal szerepelt a válogatottban. 1962-ben tagja volt a chile világbajnokságon részt vevő csapatnak, de nem lépett pályára. Az 1966-os anglia világbajnokságon is részt vett és az első csoportmérkőzésen ő szerepelt balhátvédként, de a Portugáliától elszenvedett 3-1-es vereség után a többi mérkőzésen Szepesi Gusztáv játszott. Ezután többet nem szerepelt a válogatottban.

## Sikerei, díjai
- Világbajnokság
  - 6.: 1966, Anglia
- Magyar bajnokság
  - bajnok: 1959-60
  - 2.: 1960-61, 1961-62, 1967, 1968
  - 3.: 1962-63, 1965
- Kupagyőztesek Európa-kupája (KEK)
  - elődöntős: 1961-62
  - negyeddöntős:
- Vásárvárosok kupája (VVK)
  - negyeddöntős: 1963-64, 1965-66

## Statisztika

### Mérkőzései a válogatottban
| Magyarország | Magyarország         | Magyarország                    | Magyarország  | Magyarország | Magyarország  | Magyarország  | Magyarország | Magyarország |
| #            | Dátum                | Helyszín                        | Hazai         | Eredmény     | Vendég        | Kiírás        | Gólok        | Esemény      |
| ------------ | -------------------- | ------------------------------- | ------------- | ------------ | ------------- | ------------- | ------------ | ------------ |
| 1.           | 1960. november 13.   | Budapest, Népstadion            | Magyarország  | 4 – 1        | Lengyelország | barátságos    | -            |              |
| 2.           | 1960. november 20.   | Budapest, Népstadion            | Magyarország  | 2 – 0        | Ausztria      | barátságos    | -            |              |
| 3.           | 1961. szeptember 10. | Berlin, Walter Ulbricht Stadion | NDK           | 2 – 3        | Magyarország  | vb-selejtező  | -            |              |
| 4.           | 1961. október 8.     | Bécs, Práter-stadion            | Ausztria      | 2 – 1        | Magyarország  | barátságos    | -            |              |
| 5.           | 1961. október 22.    | Budapest, Népstadion            | Magyarország  | 3 – 3        | Hollandia     | vb-selejtező  | -            |              |
| 6.           | 1961. december 9.    | Santiago, Estadio Nacional      | Chile         | 5 – 1        | Magyarország  | barátságos    | -            | 46'          |
| 7.           | 1961. december 13.   | Santiago, Estadio Nacional      | Chile         | 0 – 0        | Magyarország  | barátságos    | -            |              |
| 8.           | 1962. október 14.    | Budapest, Népstadion            | Magyarország  | 0 – 1        | Jugoszlávia   | barátságos    | -            |              |
| 9.           | 1962. október 28.    | Budapest, Népstadion            | Magyarország  | 2 – 0        | Ausztria      | barátságos    | -            |              |
| 10.          | 1962. november 7.    | Budapest, Népstadion            | Magyarország  | 3 – 1        | Wales         | NEK-selejtező | -            |              |
| 11.          | 1962. november 11.   | Párizs, Colombes Stadion        | Franciaország | 2 – 3        | Magyarország  | barátságos    | -            |              |
| 12.          | 1963. október 6.     | Belgrád, JNA-stadion            | Jugoszlávia   | 2 – 0        | Magyarország  | barátságos    | -            |              |
| 13.          | 1965. június 27.     | Budapest, Népstadion            | Magyarország  | 2 – 1        | Olaszország   | barátságos    | -            |              |
| 14.          | 1966. május 3.       | Chorzów, Stadion Śląski         | Lengyelország | 1 – 1        | Magyarország  | barátságos    | -            |              |
| 15.          | 1966. május 8.       | Zágráb, Maksimir Stadion        | Jugoszlávia   | 2 – 0        | Magyarország  | barátságos    | -            |              |
| 16.          | 1966. június 5.      | Budapest, Népstadion            | Magyarország  | 3 – 1        | Svájc         | barátságos    | -            |              |
| 17.          | 1966. július 13.     | Manchester, Old Trafford (ENG)  | Portugália    | 3 – 1        | Magyarország  | vb-csoportkör | -            |              |
|              | Összesen             |                                 |               | 17           | mérkőzés      |               | 0            | gól          |